# Jules-Alexandre Duval Le Camus
Pour les articles homonymes, voir Duval Le Camus et Duval.
Jules-Alexandre Duval Le Camus, né le 5 août 1814 à Paris et mort le 23 juin 1878 à Saint-Cloud, est un peintre français. 

## Biographie
Jules-Alexandre Duval Le Camus est le fils unique du peintre Pierre Duval Le Camus et d'Aglaé Virginie Le Camus d'Houlouve.
D'abord élève de son père, il est ensuite admis dans les ateliers de Paul Delaroche et de Martin Drolling à l'École des beaux-arts de Paris. À l'inverse de son père spécialisé dans les œuvres de petites dimensions, il s'exprime dans le « grand genre » en peignant des sujets religieux, bibliques ou mythologiques. 
On lui doit en particulier, grâce à une commande de l'État, les peintures du chœur de l'église Saint-Clodoald de Saint-Cloud (1868-1876).